# Tamborim

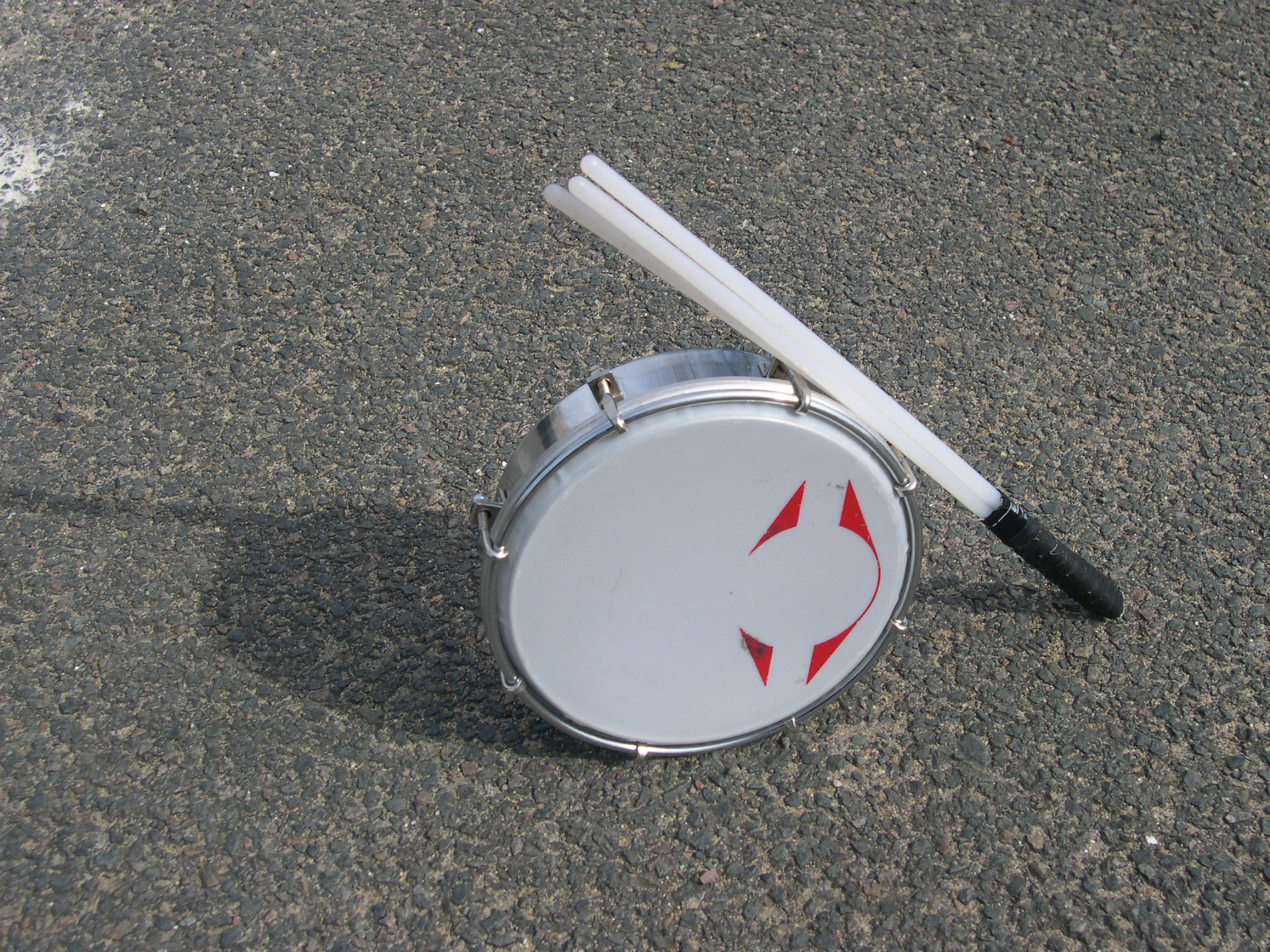
Um tamborim.

Tamborim é um instrumento de percussão do tipo membranofone, constituído de uma membrana esticada, em uma de suas extremidades, sobre uma armação, sem caixa de ressonância, normalmente confeccionada em metal, acrílico ou PVC (policloreto de vinila). No Brasil, é utilizado nos ritmos de origem africana, como a batucada, o samba e o cucumbi. O instrumentista o segura com uma das mãos e o percute (golpeia) com uma ou mais baquetas, normalmente de plástico, medindo aproximadamente 15 cm de altura.  
Existe vários tipos de batidas de tamborim. A sua "levada" básica é o chamado "carreteiro" e pode ser tocado de maneiras diferentes com toques conhecidos como o: 3x1, 2x1 e 1x1. 
Também é usado em orquestras na música erudita.